# Lijst van spelers van Club Bolívar
Deze lijst omvat voetballers die bij de Boliviaanse voetbalclub Club Bolívar spelen of gespeeld hebben. De spelers zijn alfabetisch gerangschikt.

## A
- Festus Agu
- Miguel Aguilar
- Tobías Albarracín
- Mario Alborta
- José Algarañaz
- José Almaraz
- Dany Alpire
- Carlos Alvarenga
- Lorgio Álvarez
- Augusto Andaveris
- Carmelo Angulo
- Víctor Hugo Antelo
- Víctor Aragón
- Carlos Aragonés
- Ronald Arana
- Carlos Arce
- Juan Arce
- Juan Argote
- Marcos Argüello
- Carlos Arias
- Carlos Erwin Arias
- Jaime Arrascaita

## B
- Ricardo Balderas
- Julio César Baldivieso
- José Barba
- Marco Barrero
- Henry Bazán
- Ariel Berrios
- Ramiro Blacutt
- Carlos Borja
- Joaquín Botero
- Walter Bowles
- Juan Bustillos

## C
- Ever Caballero
- Abraham Cabrera
- Diego Cabrera
- Nelson Cabrera
- Juanmi Callejón
- Carlos Camacho
- Jhasmani Campos
- Ever Cantero
- Capdevila
- Rudy Cardozo
- Jhon Carinao
- Silvio Carrario
- Erwin Carrión
- Jehanamed Castedo
- Iván Castillo
- José Castillo
- Ramiro Castillo
- Erwin Céspedes
- Jorge Céspedes
- Charles
- Horacio Chiorazzo
- Percy Colque
- Jhon Córdoba
- Luis Cristaldo
- Adalberto Cuéllar
- Darwin Cuéllar
- Jorge Cuéllar
- Miguel Cuéllar
- Richard Cueto

## D
- José D'Angelo
- Alex Da Rosa
- Juan Díaz

## E
- Ronald Eguino
- Álvaro Espindola
- Claudio Estévez
- Marco Etcheverry

## F
- Heber Farfán
- José Fernández
- Juan Carlos Fernández
- Julio Ferreira
- Leonardo Fernández
- Patricio Fernández
- William Ferreira
- Marcos Ferrufino
- Aldo Fierro
- Nahuel Fioretto
- Juan Fischer
- Walter Flores
- Zack Flores
- Ricardo Fontana
- Pablo Frontini

## G
- Luis Galarza
- Sergio Galarza
- André Galiassi
- Gonzalo Galindo
- Luis Gallo
- Luis Galván
- Faustino García
- Ignacio García
- Ronald García
- Gustavo Geloz
- Alejandro Giuntini
- Marcelo Gomes
- Alejandro Gómez
- Óscar Gómez
- Anderson Gonzaga
- Antonio González
- Jefferson Gottardi
- Ovidio Guatía
- Pedro Guiberguis
- Limberg Gutiérrez
- Luis Gutiérrez
- Ronald Gutiérrez
- Harold Guzmán

## H
- Daniel Heredia
- Iker Hernández
- Miguel Hoyos

## I
- Francisco Isita
- Diego Issa
- Ignacio Ithurralde

## J
- Eduardo Jiguchi
- Carlos Jiménez
- Sérgio João
- Ariel Juarez
- Alberto Justiniano
- Leonel Justiniano
- Raúl Justiniano

## K
- Carlos Kassab
- Francis Kerscher
- Carlos Kiese

## L
- Carlos Lampe
- Pablo Lanz
- Diógenes Lara
- Leitão Polieri
- Leonel Liberman
- Luis Liendo
- Martín Ligori
- Damián Lizio
- Adrián Lozano

## M
- Francisco Maciel
- Augusto Mainguyague
- Damián Maltagliati
- Elvis Marecos
- Eligio Martínez
- Emilio Martínez
- André Felipe Martins
- Segundo Matamba
- Stjepan Matic
- Mauro Machado
- Leandro Maygua
- José Milton Melgar
- Rubén Melgar
- Mario Mena
- Martín Menacho
- Alejandro Méndez
- Limbert Méndez
- Miguel Mercado
- Justo Meza
- Ovidio Mezza
- Damir Miranda
- Rudy Montaño
- Tito Montaño
- Alejandro Morales
- Aldo Mores
- Edu Moya
- Miguel Murillo

## N
- Thomas N'Kono

## O
- Fernando Ochoaizpur
- Juan Olave
- Edgar Olivares
- Dimar Ortega
- Héctor Ortega
- Jorge Ortíz
- José Ortíz
- Mario Ovando

## P
- Daner Pachi
- David Paniagua
- Enrique Parada
- Líder Paz
- Marco Paz
- Juan Paz García
- Ricardo Pedriel
- Álvaro Peña
- Darwin Peña
- John Peña
- Roberto Pérez
- Limbert Pizarro
- Felmán Puro

## Q
- Romel Quiñónez
- Edgar Quintela

## R
- Mauricio Ramos
- Renato Ramos
- Ronald Rea
- Jair Reinoso
- Luis Rentería
- Abdon Reyes
- Leonel Reyes
- Jesús Reynaldo
- Luis Ribeiro
- Ángel Ribera
- Roger Rico
- Miguel Rimba
- José Gabriel Ríos
- Diego Rivero
- Ronald Rivero
- Marcelo Robledo
- Edemir Rodríguez
- Mario Rojas
- Erwin Romero
- Juan Carlos Ruíz

## S
- Ricardo Sagardia
- Mauricio Sahonero
- Rafael Salguero
- Cristian Salinas
- Fernando Salinas
- Pablo Salinas
- Diego Salvatierra
- Erwin Sánchez
- Óscar Sánchez
- Wilson Sánchez
- Marco Sandy
- Carlos Saucedo
- Lucas Scaglia
- Alejandro Schiapparelli
- Luis Sillero
- Jeison Siquita
- Mauricio Soria
- Vladimir Soria
- Miguel Suárez
- Roger Suárez

## T
- Francisco Takeo
- Carlos Tordoya
- Ellioth Toro
- Roberto Tórrez
- Didi Torrico
- Luis Torrico
- Carlos Trucco
- Rubén Tufiño

## U
- Víctor Ugarte
- Carlos Urizar
- Juan Urruti

## V
- Antonio Vaca
- Doyle Vaca
- Edgar Vaca
- Getulio Vaca
- Roberto Vaca
- Valdeir
- Antonio Valencia
- Arnulfo Valentierra
- Gabriel Valverde
- Vanderlei
- Christian Vargas
- Ramiro Vargas
- Rodrigo Vargas
- Gabriel Viglianti
- Aquilino Villalba
- Eduardo Villegas

## Y
- Gerardo Yecerotte

## Z
- Reynaldo Zambrana
- Diego Zamora
- Juan Zampiery
- Joel Zayas
- Zé Carlos
- Cristian Zermattén